# Hans Häusle
Hans Häuslé (* 26. September 1889 in Zürich; † 16. April 1944 ebenda) war ein Schweizer Künstler, der allem voran Radierungen anfertigte. Sein Werk beschäftigt sich mit biblischen Motiven und steht in Kontext der bibliophilen Kreise Zürichs, für die Grafiker und Buchbinder tätig waren.

## Leben
Häusle studierte an der Kunstgewerbeschule Zürich und war anschliessend für das Unternehmen Orell Füssli tätig, von 1909 bis 1910 bereiste er Italien und von 1916 bis 1919 Deutschland. Er war Mitglied und Schatzmeister des Kunstvereins Zürich. Teile des Nachlasses schenkte Rosel Häusle-Leiser dem Stadtarchiv von Schaffhausen.

## Werk (Auswahl)
- Adam und Eva, Radierung 1922
- Weiblicher Akt, Zeichnung 1928
- Neujahr 1931, Radierung 1930
- Inferno, Tuschezeichnung 1943

## Ausstellungen
- Jubiläums-Ausstellung Künstler Vereinigung Zürich 1897–1947: Gedächtnisausstellung Robert Amrein und Hans Häusle